# Quando c'era Silvio
Quando c'era Silvio - Storia del periodo berlusconiano è un documentario direct-to-video del 2005 diretto da Ruben H. Oliva su soggetto dei giornalisti Beppe Cremagnani ed Enrico Deaglio.

## Trama
Il docufilm, introdotto e chiuso da Lella Costa che legge passi dal Pinocchio di Collodi e narrato da Enrico Deaglio, usando esclusivamente immagini di repertorio, interviste ai protagonisti e nessuna "fiction", se non una brevissima apparizione di Karl Marx, analizza e alterna la vita privata e pubblica di Silvio Berlusconi, sia come imprenditore che come uomo politico, a partire dall'origine dei capitali necessari alla sua fin troppo improvvisa ascesa nel mondo degli affari, l'affiliazione alla loggia segreta P2, l'acquisto con carattere speculativo di villa Casati grazie ai "buoni uffici" dell'avvocato Cesare Previti, poi condannato per corruzione in atti giudiziari. Seguono: l'esibizione della tomba faraonica fatta costruire nella sua residenza privata, i rapporti con il boss mafioso Vittorio Mangano, ritenuto tramite fra Berlusconi e le famiglie mafiose con i rapporti gestiti da Marcello Dell'Utri. I sospetti di Paolo Borsellino circa la liceità di questi rapporti e la successiva condanna di Dell'Utri. L'indebitamento del gruppo Fininvest prima dell'ingresso in politica di Silvio Berlusconi. Il suo ingresso in politica, il risanamento dei problemi finanziari e il conflitto di interessi. Sono presentati anche aspetti più pettegoli quali il trapianto dei capelli, l'uso di scarpe zeppate per aumentare l'altezza, l'uso di pesante trucco, gli interventi di chirurgia plastica, la passione per il canto con Mariano Apicella e le fantozziane sedute di "fitness" con gli alti ranghi di Fininvest e Forza Italia. Riprende l'analisi politica con l'uso delle leggi "ad personam" per la soluzione di molte questioni legate al conflitto di interessi e alla gestione dei mezzi televisivi e l'inizio dell'inchiesta sulle sue società offshore. Segue l'infelice intervento di Berlusconi al Parlamento europeo in cui offende il vicepresidente e capogruppo del gruppo socialista Martin Schulz dandogli del Kapò e l'imbarazzo causato al resto della delegazione italiana (visibile nelle espressioni sorprese e corrucciate di Gianfranco Fini), la successiva condanna e "reprimenda" del Parlamento europeo e la replica di Schulz. Si analizza poi il notevole arricchimento personale ed economico di Berlusconi e delle sue attività durante il suo periodo "politico". L'"incantamento" legato ai modelli sociali dettati dalle sue televisioni avvia alla fine del film che si conclude con il resoconto del suo interrogatorio del 2002 a Palazzo Chigi in merito al processo Dell'Utri e la campagna elettorale in previsione delle elezioni politiche del 2006. Ultima scena l'inquadratura di un cavallo di Troia che, sulle parole di Collodi, sottintende il ruolo di Berlusconi come mezzo di veicolazione e introduzione di numerose attività illecite nell'apparato politico ed economico italiano.

## Distribuzione
Il documentario è stato distribuito direct-to-video a partire dal 1º marzo 2006 in allegato al settimanale Diario insieme al libro Berlusconeide - 5 anni dopo. Il film, autoprodotto, ha venduto circa 160 000 copie.

## Accoglienza
Fu il primo film di inchiesta sulla figura politica e imprenditoriale di Silvio Berlusconi e suscitò accesi dibattiti e discussioni diventando un caso mediatico di cui si occuparono con grande risonanza le principali fonti di informazione, anche a causa di alcune accuse di censura, dato che nonostante la RAI ne avesse messo in palinsesto la trasmissione, rifiutò poi la messa in onda, reiterando così le accuse di indebite pressioni di Silvio Berlusconi sulle fonti di informazione già manifestate con il passato editto bulgaro.